# Tabanus recusans
Tabanus recusans är en tvåvingeart som beskrevs av Walker 1858. Tabanus recusans ingår i släktet Tabanus och familjen bromsar. Inga underarter finns listade i Catalogue of Life.